# لیتون کر
لیتون کر (به انگلیسی: Layton Kor) (۱۹۳۸ در کنبی، مینه‌سوتا -۲۱ آوریل ۲۰۱۳ در کینگمن، آریزونا) سنگ‌نورد آمریکایی فعال در دهه ۱۹۶۰ میلادی و از پیشگامان فتح دیوارهای مرتفع و خطرناک آمریکای شمالی و جهان می‌باشد. وی از رکوردداران صعود دیواره‌های موجود در کشور ایالات متحده آمریکا به شمار می‌آید.
وی پس از انجام صعود زمستانی قله دایاموند در لانگز پیک کلرادو در سال ۱۹۶۸، به عضویت فرقه شاهدان یهوه پیوست و سنگ‌نوردی حرفه‌ای را رها کرد. در سالهای پایانی عمر کر، بیماری نارسایی کلیه وی بسیار او را آزار می‌داد و وی مجبور به پیوند کلیه شد. وی سرانجام در سن ۷۴ سالگی به علت نارسایی کلیه و سرطان پروستات درگذشت.
وی همچنین دو کتاب به نام‌های دیواره‌های غربی ال‌کاپیتان (به انگلیسی: El Capitan’s West Buttress) (چاپ ۱۹۶۴) و فراتر از عمود (به انگلیسی: Beyond the Vertical) (چاپ ۱۹۸۳ میلادی) از خود به جای گذاشته است.